# Rivière Beaver (fleuve Columbia)
Pour les articles homonymes, voir Rivière Beaver (homonymie), Beaver River et Beaver.
La rivière Beaver (en anglais : Beaver River) est un affluent du fleuve Columbia, qui coule dans la province de Colombie-Britannique au Canada.